# Mary Stallard
Mary Kathleen Rose Stallard (* 28. Februar 1967 in Birmingham) ist eine britische anglikanische Geistliche. Seit 2023 amtiert sie als Bischöfin der Diözese Llandaff in der Church in Wales.

## Leben
Stallard wurde als Tochter eines anglikanischen Priesters und einer Wissenschaftlerin geboren. Sie studierte  anglikanische Theologie am Selwyn College in Cambridge, am Queen’s College in Birmingham und am Tamil Nadu Theological Seminary im südindischen Madurai. Als eine der ersten Frauen in der Church in Wales wurde sie 1997 zur Priesterin geweiht. Nach verschiedenen Gemeindeämtern in der Diözese St Davids wurde sie 2003 Residenzkanonikerin (Canon Residentiary; Domherrin) an der Kathedrale von St Asaph. Von 2011 bis 2018 arbeitete sie als Schulpfarrerin in Wrexham. 2018 wurde sie Dekanin der Diözese Bangor (Archdeacon of Bangor). Dort wurde sie im Januar 2022 zusätzlich zur Assistenzbischöfin ernannt, um Bischof Andy John, der auch als Erzbischof der Church in Wales amtiert, zu entlasten. Am 26. Februar 2022 empfing sie ihre Bischofsweihe.
Im Januar 2023 wurde Stallard als Nachfolgerin von June Osborne zur Bischöfin der Diözese Llandaff ernannt und im April in ihr Amt eingeführt.
Stallard ist mit dem anglikanischen Priester Andrew Sully verheiratet und hat zwei Töchter. Sie wurde auch durch ihre walisischsprachigen Andachten auf BBC Cymru Wales bekannt.